# Rivalité entre le CR Belouizdad et l'USM Alger
Les matchs CRB-USMA ou USMA-CRB, selon l'équipe qui reçoit, sont des rencontres de football opposant le Chabab Riadhi Belouizdad à l'Union sportive de la médina d'Alger.
Dès les premières rencontres dans les années 1960, une rivalité sportive s'installe entre les deux clubs. Elle s'estompe peu à peu les deux décennies suivantes avant d'être ravivée à la fin des années 1990 et au début du XXIe siècle.
Le CRB et l'USMA se sont affrontés à six reprises en finale de la Coupe d'Algérie.

## Origine de la rivalité
La première rencontre entre le CRB et l'USMA a eu lieu le 30 septembre 1962 dans un cadre amical. Le Chabab Riadhi de Belcourt, nouvellement créé le 15 juillet de la même année, organisait un tournoi de pré-saison au Stade municipal. L'USMA faisait partie des équipes invitées à participer au tournoi aux côtés de la JSK et de l'ESMA. L'USMA, future championne d'Algérie, domine le CRB sur le score de cinq buts à un (5-1).

## Historique des confrontations
Les tableaux ci-dessous ne prennent en compte que les confrontations officielles entre les deux équipes.

### Championnat
| #  | Saison    | Rencontre                         | Stade                             | Score                             | Buteurs du CRB                                | Buteurs de l'USMA                                        |
| -- | --------- | --------------------------------- | --------------------------------- | --------------------------------- | --------------------------------------------- | -------------------------------------------------------- |
| 1  | 1963-1964 | USM Alger - CR Belcourt           | Saint-Eugène                      | 1 - 0                             | -                                             | Krimo 80e                                                |
| 2  | 1963-1964 | CR Belcourt - USM Alger           | El Anasser                        | 1 - 3                             | Lalmas 30e                                    | Mekaoui 48e, Bernaoui 50e                                |
| 3  | 1964-1965 | CR Belcourt - USM Alger           | El Anasser                        | 1 - 1                             | Zitoun                                        | Meziani                                                  |
| 4  | 1964-1965 | USM Alger - CR Belcourt           | Saint-Eugène                      | 2 - 2                             | ?                                             | ?                                                        |
| -  | 1965-1966 | Divisions différents: USMA en D2  | Divisions différents: USMA en D2  | Divisions différents: USMA en D2  | Divisions différents: USMA en D2              | Divisions différents: USMA en D2                         |
| -  | 1966-1967 | Divisions différents: USMA en D2  | Divisions différents: USMA en D2  | Divisions différents: USMA en D2  | Divisions différents: USMA en D2              | Divisions différents: USMA en D2                         |
| -  | 1967-1968 | Divisions différents: USMA en D2  | Divisions différents: USMA en D2  | Divisions différents: USMA en D2  | Divisions différents: USMA en D2              | Divisions différents: USMA en D2                         |
| -  | 1968-1969 | Divisions différents: USMA en D2  | Divisions différents: USMA en D2  | Divisions différents: USMA en D2  | Divisions différents: USMA en D2              | Divisions différents: USMA en D2                         |
| 5  | 1969-1970 | USM Alger - CR Belcourt           | Bologhine                         | 2 - 2                             | ?, Lalmas                                     | ?, Meziani 85e                                           |
| 6  | 1969-1970 | CR Belcourt - USM Alger           | El Anasser                        | 2 - 0                             | ?                                             | -                                                        |
| 7  | 1970-1971 | USM Alger - CR Belcourt           | Bologhine                         | 2 - 4                             | ?                                             | ?                                                        |
| 8  | 1970-1971 | CR Belcourt - USM Alger           | El Anasser                        | 0 - 4                             | -                                             | Berroudji 44 e 57e, Aïssaoui 48e, Meziani 60e            |
| 9  | 1971-1972 | CR Belcourt - USM Alger           | El Anasser                        | 4 - 0                             | ?                                             | -                                                        |
| 10 | 1971-1972 | USM Alger - CR Belcourt           | Bologhine                         | 3 - 2                             | ?                                             | ?                                                        |
| -  | 1972-1973 | Divisions différents: USMA en D2  | Divisions différents: USMA en D2  | Divisions différents: USMA en D2  | Divisions différents: USMA en D2              | Divisions différents: USMA en D2                         |
| -  | 1973-1974 | Divisions différents: USMA en D2  | Divisions différents: USMA en D2  | Divisions différents: USMA en D2  | Divisions différents: USMA en D2              | Divisions différents: USMA en D2                         |
| 11 | 1974-1975 | USM Alger - CR Belcourt           | 5-Juillet-1962                    | 1 - 0                             | ?                                             | -                                                        |
| 12 | 1974-1975 | CR Belcourt - USM Alger           | 5-Juillet-1962                    | 1 - 1                             | ?                                             | ?                                                        |
| 13 | 1975-1976 | USM Alger - CR Belcourt           | 5-Juillet-1962                    | 1 - 1                             | ?                                             | ?                                                        |
| 14 | 1975-1976 | CR Belcourt - USM Alger           | 5-Juillet-1962                    | 2 - 1                             | ?                                             | ?                                                        |
| 15 | 1976-1977 | USM Alger - CR Belcourt           | 5-Juillet-1962                    | 1 - 2                             | ?                                             | ?                                                        |
| 16 | 1976-1977 | CR Belcourt - USM Alger           | 5-Juillet-1962                    | 2 - 1                             | Bellili 58e (pen.) 81e                        | Ali Messaoud 22e                                         |
| 17 | 1977-1978 | CM Belcourt - USK Alger           | 5-Juillet-1962                    | 3 - 2                             | Kouici 26e, Tlemçani 36e, Yahi 87e            | Amnouche 60e, Keddou 90e                                 |
| 18 | 1977-1978 | USK Alger - CM Belcourt           | 5-Juillet-1962                    | 2 - 0                             | ?                                             | -                                                        |
| 19 | 1978-1979 | USK Alger - CM Belcourt           | 5-Juillet-1962                    | 2 - 1                             | ?                                             | ?                                                        |
| 20 | 1978-1979 | CM Belcourt - USK Alger           | 5-Juillet-1962                    | 3 - 1                             | ?                                             | ?                                                        |
| 21 | 1979-1980 | USK Alger - CM Belcourt           | 5-Juillet-1962                    | 0 - 2                             | -                                             | ?                                                        |
| 22 | 1979-1980 | CM Belcourt - USK Alger           | 5-Juillet-1962                    | 1 - 0                             | ?                                             | -                                                        |
| -  | 1980-1981 | Divisions différents: USMA en D2  | Divisions différents: USMA en D2  | Divisions différents: USMA en D2  | Divisions différents: USMA en D2              | Divisions différents: USMA en D2                         |
| 23 | 1981-1982 | CM Belcourt - USK Alger           | 5-Juillet-1962                    | 1 - 0                             | ?                                             | -                                                        |
| 24 | 1981-1982 | USK Alger - CM Belcourt           | 5-Juillet-1962                    | 1 - 0                             | ?                                             | -                                                        |
| 25 | 1982-1983 | USK Alger - CM Belcourt           | 5-Juillet-1962                    | 0 - 1                             | Doudouh 62e                                   | -                                                        |
| 26 | 1982-1983 | CM Belcourt - USK Alger           | 5-Juillet-1962                    | 1 - 2                             | Zaghzi 41e                                    | Boutamine 26e, Rabet 82e                                 |
| -  | 1983-1984 | Divisions différents: USMA en D2  | Divisions différents: USMA en D2  | Divisions différents: USMA en D2  | Divisions différents: USMA en D2              | Divisions différents: USMA en D2                         |
| -  | 1984-1985 | Divisions différents: USMA en D2  | Divisions différents: USMA en D2  | Divisions différents: USMA en D2  | Divisions différents: USMA en D2              | Divisions différents: USMA en D2                         |
| -  | 1985-1986 | Divisions différents: USMA en D2  | Divisions différents: USMA en D2  | Divisions différents: USMA en D2  | Divisions différents: USMA en D2              | Divisions différents: USMA en D2                         |
| -  | 1986-1987 | Divisions différents: USMA en D2  | Divisions différents: USMA en D2  | Divisions différents: USMA en D2  | Divisions différents: USMA en D2              | Divisions différents: USMA en D2                         |
| 27 | 1987-1988 | J Belcourt - U Alger              | 5-Juillet-1962                    | 1 - 1                             | Neggazi 11e                                   | Lalili 27e                                               |
| 28 | 1987-1988 | U Alger - J Belcourt              | 5-Juillet-1962                    | 0 - 0                             | -                                             | -                                                        |
| -  | 1988-1989 | Divisions différentes : CRB en D2 | Divisions différentes : CRB en D2 | Divisions différentes : CRB en D2 | Divisions différentes : CRB en D2             | Divisions différentes : CRB en D2                        |
| 29 | 1989-1990 | CR Belcourt - USM Alger           | 5-Juillet-1962                    | 2 - 0                             | Badeche 2e, Neggazi 23e                       | -                                                        |
| 30 | 1989-1990 | USM Alger - CR Belcourt           | 5-Juillet-1962                    | 0 - 0                             | -                                             | -                                                        |
| -  | 1990-1991 | Divisions différentes: USMA en D2 | Divisions différentes: USMA en D2 | Divisions différentes: USMA en D2 | Divisions différentes: USMA en D2             | Divisions différentes: USMA en D2                        |
| -  | 1991-1992 | Divisions différentes: USMA en D2 | Divisions différentes: USMA en D2 | Divisions différentes: USMA en D2 | Divisions différentes: USMA en D2             | Divisions différentes: USMA en D2                        |
| -  | 1992-1993 | Divisions différentes: USMA en D2 | Divisions différentes: USMA en D2 | Divisions différentes: USMA en D2 | Divisions différentes: USMA en D2             | Divisions différentes: USMA en D2                        |
| -  | 1993-1994 | Divisions différentes: USMA en D2 | Divisions différentes: USMA en D2 | Divisions différentes: USMA en D2 | Divisions différentes: USMA en D2             | Divisions différentes: USMA en D2                        |
| -  | 1994-1995 | Divisions différentes: USMA en D2 | Divisions différentes: USMA en D2 | Divisions différentes: USMA en D2 | Divisions différentes: USMA en D2             | Divisions différentes: USMA en D2                        |
| 31 | 1995-1996 | CR Belouizdad - USM Alger         | 20-Août-1955                      | 3 - 1                             | Chedba 7e, Ali Moussa 32e, Meliani            | Fouial 83e                                               |
| 32 | 1995-1996 | USM Alger - CR Belouizdad         | Omar-Hamadi                       | 2 - 1                             | Ali Moussa 45e                                | Mehdaoui 5e , Zekri 67e (pen.)                           |
| 33 | 1996-1997 | CR Belouizdad - USM Alger         | 5-Juillet-1962                    | 0 - 1                             | -                                             | Aït Belkacem 74e                                         |
| 34 | 1996-1997 | USM Alger - CR Belouizdad         | 5-Juillet-1962                    | 1 - 1                             | Bounekdja 85e                                 | Hamdoud 61e                                              |
| 35 | 1998-1999 | CR Belouizdad - USM Alger         | 5-Juillet-1962                    | 2 - 1                             | Galloul 23e Bakhti 39e                        | Djahnine 90e                                             |
| 36 | 1998-1999 | USM Alger - CR Belouizdad         | 5-Juillet-1962                    | 1 - 1                             | Manga 52e                                     | Bakhti 33e (pen.)                                        |
| 37 | 1999-2000 | USM Alger - CR Belouizdad         | 5-Juillet-1962                    | 0 - 1                             | Settara 90e                                   |                                                          |
| 38 | 1999-2000 | CR Belouizdad - USM Alger         | 5-Juillet-1962                    | 1 - 0                             | Badji 87e                                     | -                                                        |
| 39 | 2000-2001 | USM Alger - CR Belouizdad         | Omar-Hamadi                       | 0 - 0                             | -                                             | -                                                        |
| 40 | 2000-2001 | CR Belouizdad - USM Alger         | 20-Août-1955                      | 2 - 0                             | Boukessassa 85e, Ali Moussa 88e               | -                                                        |
| 41 | 2001-2002 | CR Belouizdad - USM Alger         | 5-Juillet-1962                    | 1 - 1                             | Selmi                                         | Meftah 80e                                               |
| 42 | 2001-2002 | USM Alger - CR Belouizdad         | 5-Juillet-1962                    | 0 - 1                             | Mezouar                                       |                                                          |
| 43 | 2002-2003 | USM Alger - CR Belouizdad         | Omar-Hamadi                       | 1 - 0                             | -                                             | Ouichaoui 32e (pen.)                                     |
| 44 | 2002-2003 | CR Belouizdad - USM Alger         | 20-Août-1955                      | 1 - 1                             | Deghmani 69e (csc)                            | Dziri 34e                                                |
| 45 | 2003-2004 | USM Alger - CR Belouizdad         | 5-Juillet-1962                    | 1 - 0                             | -                                             | Achiou 2e                                                |
| 46 | 2003-2004 | CR Belouizdad - USM Alger         | 5-Juillet-1962                    | 0 - 1                             | -                                             | Hamdoud 12e                                              |
| 47 | 2004-2005 | USM Alger - CR Belouizdad         | 5-Juillet-1962                    | 0 - 1                             | -                                             | Rouaïghia 71e                                            |
| 48 | 2004-2005 | CR Belouizdad - USM Alger         | 5-Juillet-1962                    | 0 - 3                             | -                                             | Haddou 42e, Eneramo 60e, Ghazi 90+2e                     |
| 49 | 2005-2006 | CR Belouizdad - USM Alger         | 5-Juillet-1962                    | 1 - 3                             | Bounekdja 14e                                 | Haddou 5e, Eneramo 11e, Metref 22e                       |
| 50 | 2005-2006 | USM Alger - CR Belouizdad         | 5-Juillet-1962                    | 2 - 1                             | Belakhdar 46e                                 | Ammour 47e, Metref 88e                                   |
| 51 | 2006-2007 | USM Alger - CR Belouizdad         | Omar-Hamadi                       | 2 - 1                             | Amroune 42e                                   | Doucouré 38e, Ammour 68e                                 |
| 52 | 2006-2007 | CR Belouizdad - USM Alger         | 20-Août-1955                      | 2 - 2                             | Aoudia 41e, Meguehout 54e (pen.)              | Ammour 62 e 80e                                          |
| 53 | 2007-2008 | USM Alger - CR Belouizdad         | Omar-Hamadi                       | 2 - 0                             | -                                             | Doucouré 36e, Kerrouche 90e                              |
| 54 | 2007-2008 | CR Belouizdad - USM Alger         | 20-Août-1955                      | 1 - 0                             | Henider 5e                                    | -                                                        |
| 55 | 2008-2009 | CR Belouizdad - USM Alger         | 20-Août-1955                      | 1 - 1                             | Boussehaba 12e                                | Rial 15e                                                 |
| 56 | 2008-2009 | USM Alger - CR Belouizdad         | Omar-Hamadi                       | 2 - 1                             | Nibie 25e                                     | Hamidi 18e, Anderson 86e                                 |
| 57 | 2009-2010 | CR Belouizdad - USM Alger         | 5-Juillet-1962                    | 2 - 2                             | Saïbi 2e, Berradja 90+3e                      | Dziri 22 e 89e                                           |
| 58 | 2009-2010 | USM Alger - CR Belouizdad         | Stade de Rouiba                   | 1 - 0                             | -                                             | Daham 65e                                                |
| 59 | 2010-2011 | USM Alger - CR Belouizdad         | Omar-Hamadi                       | 0 - 0                             | -                                             | -                                                        |
| 60 | 2010-2011 | CR Belouizdad - USM Alger         | 20-Août-1955                      | 0 - 0                             | -                                             | -                                                        |
| 61 | 2011-2012 | USM Alger - CR Belouizdad         | 5-Juillet-1962                    | 2 - 0                             | -                                             | Djediat 44e, Daham 65e                                   |
| 62 | 2011-2012 | CR Belouizdad - USM Alger         | 5-Juillet-1962                    | 0 - 0                             | -                                             | -                                                        |
| 63 | 2012-2013 | CR Belouizdad - USM Alger         | 20-Août-1955                      | 0 - 0                             | -                                             | -                                                        |
| 64 | 2012-2013 | USM Alger - CR Belouizdad         | Omar-Hamadi                       | 1 - 0                             | -                                             | Daham 40e                                                |
| 65 | 2013-2014 | USM Alger - CR Belouizdad         | Omar-Hamadi                       | 2 - 0                             | -                                             | Djediat 6e, Gasmi 22e                                    |
| 66 | 2013-2014 | CR Belouizdad - USM Alger         | 20-Août-1955                      | 2 - 2                             | Bencherifa 42e, Benaldjia 90+1e (pen.)        | Chafaï 52 e 64e                                          |
| 67 | 2014-2015 | USM Alger - CR Belouizdad         | Omar-Hamadi                       | 2 - 0                             | -                                             | Meftah 50e (pen.), Nadji 76e                             |
| 68 | 2014-2015 | CR Belouizdad - USM Alger         | 20-Août-1955                      | 2 - 1                             | Cherfaoui 21e, Djediat 67e                    | Belaïli 87e                                              |
| 69 | 2015-2016 | CR Belouizdad - USM Alger         | 5-Juillet-1962                    | 1 - 2                             | Feham 19e (pen.)                              | Seguer 45e, Nadji 47e                                    |
| 70 | 2015-2016 | USM Alger - CR Belouizdad         | 5-Juillet-1962                    | 2 - 0                             | -                                             | Seguer 40e, Meftah 90+1e                                 |
| 71 | 2016-2017 | CR Belouizdad - USM Alger         | 5-Juillet-1962                    | 0 - 1                             | -                                             | Meziane 12e                                              |
| 72 | 2016-2017 | USM Alger - CR Belouizdad         | 5-Juillet-1962                    | 2 - 1                             | Lamhene 90+1e                                 | Benguit 14e, Meziane 72e                                 |
| 73 | 2017-2018 | USM Alger - CR Belouizdad         | Omar-Hamadi                       | 4 - 0                             | -                                             | Benmoussa 7e, Hammar 13e (pen.), Darfalou 23e (pen.) 40e |
| 74 | 2017-2018 | CR Belouizdad - USM Alger         | 20-Août-1955                      | 1 - 0                             | Belaili 35e                                   | -                                                        |
| 75 | 2018-2019 | CR Belouizdad - USM Alger         | 20-Août-1955                      | 0 - 1                             | -                                             | Yaya 37e                                                 |
| 76 | 2018-2019 | USM Alger - CR Belouizdad         | Omar-Hamadi                       | 2 - 3                             | Bechou 17 e 40e, Sayoud 29e (pen.)            | Zouari 31e, Meziane 59e                                  |
| 77 | 2019-2020 | USM Alger - CR Belouizdad         | Omar-Hamadi                       | 1 - 0                             | -                                             | Meftah 77e                                               |
| 78 | 2019-2020 | CR Belouizdad - USM Alger         | 20-Août-1955                      | annulé                            | -                                             | -                                                        |
| 78 | 2020-2021 | CR Belouizdad - USM Alger         | 20-Août-1955                      | 0 - 1                             | -                                             | Benchaâ 90e                                              |
| 79 | 2020-2021 | USM Alger - CR Belouizdad         | Omar-Hamadi                       | 2 - 4                             | Sayoud 11 e 45e, Khalfallah 30e, Mrezigue 74e | Hamra 60e, Othmani 83e                                   |
| 80 | 2021-2022 | CR Belouizdad - USM Alger         | 20-Août-1955                      | 1 - 0                             | Bourdim 80e                                   | -                                                        |
| 81 | 2021-2022 | USM Alger - CR Belouizdad         | Omar-Hamadi                       | 2 - 0                             | -                                             | Belkacemi 77e, Mahious 90+4e                             |
| 82 | 2022-2023 | USM Alger - CR Belouizdad         | Omar-Benrabah                     | 2 - 2                             | Belkhir 39e, Bourdim 43e                      | Merili 4e, Meziane 14e                                   |
| 83 | 2022-2023 | CR Belouizdad - USM Alger         | 20-Août-1955                      | 3 - 1                             | Wamba 45+1e (pen.), Chikhi 53e, Belkhir 69e   | Belkacemi 25e                                            |
| 84 | 2023-2024 | USM Alger - CR Belouizdad         | 5-Juillet-1962                    | 2 - 1                             | Kanou 65e, Benzaza 90+4e                      | Wamba 62e                                                |
| 85 | 2023-2024 | CR Belouizdad - USM Alger         | 5-Juillet-1962                    | 0 - 1                             |                                               | Bacha 17e                                                |

### Coupe d'Algérie
| #  | Édition   | Tour          | Match                     | Stade                | Score               | Buteurs du CRB                                     | Buteurs de l'USMA                |
| -- | --------- | ------------- | ------------------------- | -------------------- | ------------------- | -------------------------------------------------- | -------------------------------- |
| 1  | 1968-1969 | Finale        | USM Alger - CR Belcourt   | El Anasser           | 1 - 1               | Messahel 20e                                       | Saadi 90e                        |
| 2  | 1968-1969 | Match d'appui | CR Belcourt - USM Alger   | El Anasser           | 5 - 3ap             | Lalmas 4e 100e 116e, Khalem 65e, Achour 95e (pen.) | Bernaoui 52e 88e, Meziani 115e   |
| 3  | 1969-1970 | Finale        | CR Belcourt - USM Alger   | El Anasser           | 1 - 1               | Khalem 5e                                          | Tchalabi 54e                     |
| 4  | 1969-1970 | Match d'appui | USM Alger - CR Belcourt   | Bologhine            | 1 - 4               | Khalem 32e 60e, Lalmas 75e 78e                     | Zitoune 39e                      |
| 5  | 1973-1974 | 16e de finale | CR Belcourt - USM Alger   |                      | 3 - 2               | ?                                                  | ?                                |
| 6  | 1977-1978 | Finale        | CR Belcourt - USM Alger   | 5-Juillet-1962       | 0 - 0, ap 2 - 0tab  | -                                                  | -                                |
| 7  | 1982-1983 | 8e de finale  | CM Belcourt - USK Alger   |                      | 1 - 0               | ?                                                  | -                                |
| 8  | 1987-1988 | Finale        | U. Alger - J. Belcourt    | 5-Juillet-1962       | 0 - 0, aqp 6 - 5tab | -                                                  | -                                |
| 9  | 1988-1989 | 32e de finale | U. Alger - J. Belcourt    | 5-Juillet-1962       | 2 - 0               | -                                                  | Baâziz 15e, Hadj Adlane 67e      |
| 10 | 2001-2002 | 16e de finale | CR Belouizdad - USM Alger | 20-Août-1955         | 1 - 1, ap 5 - 4tab  | Mezouar 57e                                        | Hamdani 60e (pen.)               |
| 11 | 2002-2003 | Finale        | USM Alger - CR Belouizdad | Mustapha-Tchaker     | 2 - 1ap             | Rouaïghia 55e                                      | Ghoul 39e (pen.), Ouichaoui 117e |
| 12 | 2024-2025 | Finale        | CR Belouizdad - USM Alger | Stade Nelson Mandela | 0 - 2               |                                                    |                                  |

### Coupe de la Ligue
La FAF malgré ce forfait ne prendra pas de sanctions envers le CRB et n'attribuera aucune victoire sur tapis vert pour l'USM Alger.
| # | Édition   | Phase de poule des groupes  | Match                     | Stade                 | Score          | Buteurs du CRB         | Buteurs de l'USMA |
| - | --------- | --------------------------- | ------------------------- | --------------------- | -------------- | ---------------------- | ----------------- |
| 1 | 1995-1996 | 2e journée du Groupe A      | USM Alger - CR Belouizdad | Stade du 20-Août-1955 | 0 - 3          | /                      | /                 |
| 2 | 1995-1996 | 5e journée du Groupe A      | CR Belouizdad - USM Alger | Stade Omar Hamadi     | 2 - 0          |                        |                   |
| / | 1999-2000 | 4e journée du Groupe Centre | CR Belouizdad - USM Alger | /                     | Forfait du CRB | /                      | /                 |
| 3 | 1999-2000 | Demi-finales                | USM Alger - CR Belouizdad | Stade du 5-Juillet    | 1 - 2          | Galoul 35e, Setara 57e | Amirat 83e        |

### Supercoupe d'Algérie
| # | Édition   | Tour   | Match                     | Stade              | Score | Buteurs du CRB          | Buteurs de l'USMA |
| - | --------- | ------ | ------------------------- | ------------------ | ----- | ----------------------- | ----------------- |
| 1 | 2018-2019 | Finale | USM Alger - CR Belouizdad | Stade du 5-Juillet | 1 - 2 | Sayoud pen, Koukpou 34e | Mahious 61e       |

## Statistiques

### Bilan des confrontations
| Compétitions      | Matchs | Victoires CRB | Matchs nuls | Victoires USMA | Buts CRB | Buts USMA |
| ----------------- | ------ | ------------- | ----------- | -------------- | -------- | --------- |
| Championnat       | 85     | 27            | 22          | 38             | 101      | 103       |
| Coupe             | 12     | 8             | 2           | 4              | 17       | 13        |
| Coupe de la Ligue | 3      | 3             | 0           | 1              | 7        | 1         |
| Supercoupe        | 1      | 1             | 0           | 0              | 2        | 1         |
| Total             | 105    | 39            | 27          | 44             | 120      | 117       |

### Série d'invincibilité
| Club          | Du                            | Au                               | Série               |
| USM Alger     | 25 août 2008 CRB 1 - 1 USMA   | 13 septembre 2014 USMA 2 - 0 CRB | 13 matchs (6V - 7N) |
| CR Belouizdad | 1996 USMA 1 - 1 CRB           | 2002 USMA 0 - 1 CRB              | 10 matchs (5V - 5N) |
| CR Belouizdad | 5 janvier 1974 CRB 1 - 1 USMA | 18 novembre 1977 CRB 3 - 2 USMA  | 6 matchs (4V - 2N)  |